# Synagoge (Appenheim)
Die Synagoge in Appenheim im rheinland-pfälzischen Landkreis Mainz-Bingen wird erstmals 1908 erwähnt. Sie befand sich in einem Gebäude in der Obergasse. Im Jahr 1930 wurde die Synagoge, nach Auflösung der Gemeinde, verkauft.

## Geschichte
Erstmals erwähnt wird die Synagoge in der Obergasse im Jahr 1908. Der Zeitpunkt ihrer Errichtung oder ob es bereits vor dieser Synagoge einen Betsaal in Appenheim gab, ist nicht überliefert. Besitzer des Gebäudes war die jüdische Gemeinde, die das Gebäude gekauft und umgebaut hatte. 1930 wurde die Synagoge, nachdem die jüdische Gemeinde aufgelöst worden war, verkauft. Die Nutzung war bereits zuvor eingestellt worden, da das zur Durchführung von Gottesdiensten notwendige Minjan nicht mehr erreicht wurde.

## Gebäude
Informationen über die Architektur des Gebäudes liegen nicht vor. Bei der ersten Erwähnung 1908 wird nur darauf hingewiesen, dass es sich um ein zur Synagoge umgebautes Gebäude gehandelt hat.

## Jüdische Gemeinde Appenheim
Die jüdische Gemeinde Appenheim bestand von Beginn des 19. Jahrhunderts bis ins Jahr 1930.